# Enrico Comba
Enrico Comba (Pinerolo, 26 agosto 1956 – Saluzzo, 17 aprile 2020) è stato un antropologo e storico delle religioni italiano, professore associato di antropologia delle religioni all'Università degli Studi di Torino.

## Biografia
Ha svolto la sua formazione culturale presso l'Università di Torino sotto la guida di Francesco Remotti per l'antropologia, e di Giovanni Filoramo per la Storia delle Religioni, due discipline, queste, ritenute incompatibili e che invece Comba ha cercato di associare collaborando con i due accademici nel Laboratorio delle religioni del Centro interculturale della città di Torino.
Egli inoltre riconosce l'importanza degli studi di Claude Lévi-Strauss, l'antropologo-filosofo che nel Novecento ha ampliato l'orizzonte dell'antropologia elevandola a studio delle strutture linguistiche e mentali degli uomini nelle diverse società. Tuttavia Comba dichiara ormai non più proponibile lo strutturalismo di Lévi-Strauss come metodo d'indagine antropologica.
Comba è persuaso che contrariamente agli studi che prospettavano come inevitabile la scomparsa delle piccole religioni dei popoli nativi, sopraffatte dalla modernità, il bisogno di mantenere le proprie differenze culturali ha sviluppato per questo fine la pratica religiosa come strumento espressivo privilegiato.
Comba ha dedicato i suoi studi all'analisi dei sistemi religiosi e in particolare delle credenze mitologiche dei popoli nativi nordamericani che ha fatto anche oggetto di ricerche effettuate sul campo negli Stati Uniti, in Canada e in Siberia. Nelle ritualità dei nativi Comba ha scoperto le convinzioni che queste popolazioni hanno di uno scambio tra mondo umano e mondo della natura tale che «la distinzione tra esseri umani ed esseri animali tende a sparire»
In particolare Comba si è occupato anche dell'esperienza sciamanica individuandone una categoria antropologica e storico-religiosa fondata non sull'estasi mistica ma piuttosto sulla concezione dello sciamano come «"mediatore di conoscenza" in grado di percepire le cose che sono oltre l'ordinario dalle quali gli derivano potere e autorità.»
È morto il 17 aprile 2020, a Saluzzo, dopo aver contratto la COVID-19 .

## Opere principali
- Introduzione a Lévi-Strauss, Bari, Laterza, 2000.
- Voci: America del Nord (nuovi movimenti religiosi); America del nord (religioni); Eschimesi; Ghost dance; Manitu; Medicine-man; Peyotismo; Pipa; Spirito guardiano; Sweat lodge; Visione, ricerca della, in Dizionario delle religioni, diretto da Giovanni Filoramo. Torino: Einaudi, 1993.
- La maschera animale: caccia, mito e sciamanismo tra gli Indiani d'America, in Sguardi sulle Americhe: per un'educazione interculturale, a cura di Laura Operti. Torino: Bollati Boringhieri, 1995, pp. 65-81.
- Movimenti religiosi e costruzione dell'indianità tra i nativi nordamericani, in Stati, etnie, culture, a cura di Pietro Scarduelli. Milano: Guerini e Associati, 1996, pp. 155-79.
- Visioni dell'orso: ritualità e sciamanismo tra gli Indiani delle Pianure, in Bestie o Dei? L'animale nel simbolismo religioso, a cura di Alessandro Bongioanni ed Enrico Comba. Torino: Ananke, 1996, pp. 23-44.
- Nuovi movimenti religiosi nell'America del Nord, in Storia delle Religioni, a cura di Giovanni Filoramo, vol. V: Religioni dell'America precolombiana e dei popoli indigeni. Roma-Bari: Laterza, 1997, pp. 335-370.
- 435 voci in Dizionario di Antropologia, a cura di Ugo Fabietti e Francesco Remotti. Bologna: Zanichelli, 1997.
- La vita in sogno: visione e destino tra gli Indiani delle Pianure, in Libertà o necessità? L'idea di destino nelle culture umane, a cura di Alessandro Bongioanni ed Enrico Comba. Torino: Ananke, 1998, pp. 189-199.
- Voci ”Cannibalismo” (vol. II [1999], 557-561), ”Culto” (vol. III [1999], 65-69), ”Estasi: aspetti antropologici” (vol. III [1999], 421-425), ”Etnologia” (vol. III [1999], 440-443), ”Feticcio: la dimensione antropologica” (vol. III [1999], 551-553), ”Maschera” (vol. IV [2000], 356-361), ”Rito” (vol. V [2000], 359-362), ”Sacrificio” (vol. V [2000], 367-371), in L'Universo del Corpo. Roma: Istituto della Enciclopedia Italiana, 1999-2000 [2000-2001].
- La dimensione storica del rito: la Danza del Sole degli Indiani delle Pianure, in Antropologia del rito: interpretazioni e spiegazioni, a cura di P.Scarduelli. Torino: Bollati Boringhieri, 2000: p. 67-89.
- Testi religiosi degli Indiani del Nordamerica (”Classici delle Religioni”). Torino: UTET, 2001 [pp. 838].
- Riti e misteri degli Indiani d'America. Torino: UTET Libreria, 2003 [n.ed. 843 p.]
- La caverna nascosta e lo specchio del cielo: geografia sacra e mitologia delle Black Hills, in Il sacro e il paesaggio nell'America indigena. Atti del Colloquio Internazionale, Bologna, 1-2 ottobre 2002, a cura di Davide Domenici, Carolina Orsini, Sofia Venturosi. Bologna: CLUEB, 2003: pp. 49–62.
- ”Il Pubblico e il Segreto: ritualità e sacralità tra gli Indiani d'America”, in La scena rituale: il teatro oltre le forme della rappresentazione, a cura di Fernando Mastropasqua. Roma: Carocci, 2007: pp. 135–155.
- Antropologia delle religioni. Un'introduzione. Roma-Bari: Laterza, 2008 [pp. 226].
- L'antropologia delle religioni nell'epoca della globalizzazione, in Giovanni Filoramo (a cura), Le religioni e il mondo moderno. Vol. IV: Nuove tematiche e prospettive. Torino: Einaudi, 2009: pp. 669–695.
- Religioni primitive, in A. Melloni (a cura), Dizionario del Sapere Storico Religioso del Novecento. Bologna, Il Mulino, [2010], vol. 2: 1183-1195.
- Fra la terra e il cielo: le Black Hills e la cosmologia dei popoli nativi, in Alessandro Grossato (a cura), La Montagna Cosmica. Milano: Medusa, 2010: pp. 151–164.
- ”L'universo dei nativi americani”, ”Lo sciamanismo dei nativi nordamericani”, ”L'arte pittografica degli Indiani delle Pianure”, ”Geografia sacra e mitologia delle Black Hills”, ”La Ghost Dance, Danza degli Spiriti”, in Dario Seglie – Enrico Comba (a cura), L'Universo degli Indiani d'America: Cosmologia, vita quotidiana e sopravvivenza dei popoli delle Grandi Pianure, Torino: Marco Valerio, 2011: pp. 23–40, 49-72, 73-92, 93-111, 135-157.